# Mariano Foix
Mariano Foix y Prats (c. 1860-1914) fue un dibujante e ilustrador español.

## Biografía
Nacido a mediados del siglo XIX, se caracterizó por cultivar una ilustración con marcado carácter social, empleando con profusión el color negro. Colaboró en la prensa ilustrada de la época, en revistas como Blanco y Negro, La Ilustració Llevantina, La Vanguardia, La Esquella de la Torratxa, Barcelona Cómica, La Ilustración Artística, La Campana de Gracia, L'Avenç, Iris, Pluma y Lápiz o La Ilustració Catalana. Ilustró libros, entre los que se pueden mencionar ediciones de Narraciones populares de la Selva Negra (1883) de Auerbach  o La niña Dorrit (1885) de Dickens. Falleció el 24 de marzo de 1914 en Barcelona.